# Kolodiový proces

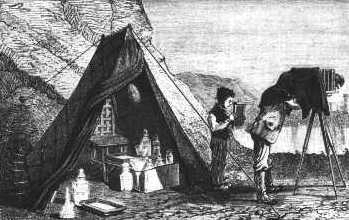
Vybavení fotografa pro mokrý kolodiový proces

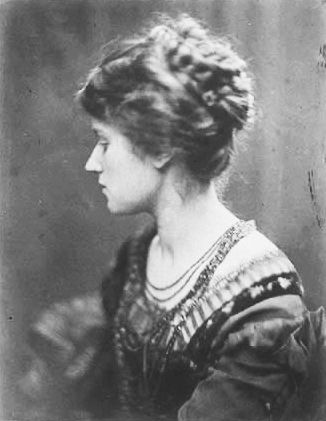
Fotografie z mokrého kolodiového negativu, Marie Spartali, autor: Julia Margaret Cameronová, 1868

Kolodiový proces (archerotypie nebo mokrý proces) je historický fotografický proces Angličana Fredericka Scotta Archera z roku 1851. Název mokrý vychází z toho, že podstatou procesu bylo exponování a vyvolávání za mokra. Zajistil tvorbu kvalitního negativu umožňujícího dokonalou reprodukci fotografií. Velmi rychle nahradil předešlé postupy daguerrotypii a především kalotypii a využíval se v letech 1851 až 1885. Do kategorie obměněného mokrého kolodiového procesu se řadí přímé pozitivní procesy, mezi které patří pannotypie, ambrotypie a ferrotypie. Později však byly tyto procesy nahrazeny želatinovým fotografickým filmem.

## Princip

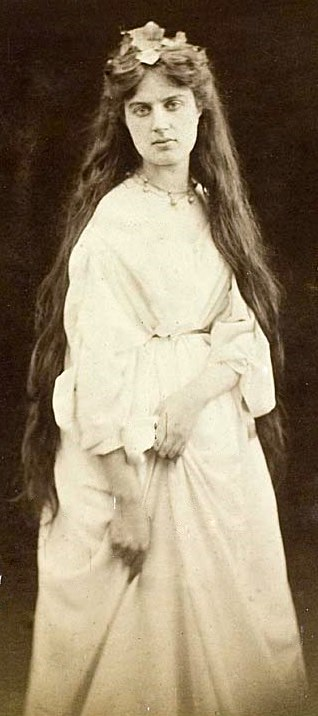
Marie Spartali, autor: Julia Margaret Cameronová, 1868

Tajemstvím Archerova úspěchu byla schopnost rozpoznat jedinečné vlastnosti nedávno objeveného kolodia, které do té doby bylo využíváno téměř výhradně jen ve zdravotnictví jako obvazový materiál. Tak byla skloubena schopnost kolodia vytvářet tenký, hydrofobní film přilnavý ke sklu na jedné straně a průhlednost skla, nevnášející žádný šum do vznikajícího obrazu, na straně druhé. Archer využil i některé další své poznatky a vynálezy, jako např. rychlejší a účinnější vývojku, v níž byla do té doby používaná kyselina gallová, nahrazena pyrogallolem.
Archerův postup byl velmi jednoduchý – smíchal kolodium s jodidem draselným a (na skleněné desce) vzniklý film pak namáčel do roztoku dusičnanu stříbrného. Tímto postupem vytvořil citlivou fotografickou desku s krátkým časem expozice a dokonalým obrazem.

## Výhody
Přínosem nebyla jen možnost vytvořit kvalitní obraz s bohatším podáním polotónů a přesnějším vykreslení podrobností a možnost kvalitně ho reprodukovat, ale také výrazné zkrácení expozičního času na jednotlivé sekundy, což umožnilo rozšířit aplikaci fotografie na rychle probíhající či krátce trvající jevy. Zanedbatelný nebyl ani pokles finančních nákladů a snížení možnosti otravy (především oproti daguerrotypii).

## Nevýhody
Jedinou (a ne nevýznamnou) nevýhodou tohoto procesu zůstalo, že po celou dobu musely desky zůstat vlhké až do momentu expozice. Vzhledem k tomu, že kolodium schne rychle, musely se desky připravovat těsně před fotografováním a fotograf tak musel na cestě za pořízením snímků nosit celou příruční laboratoř a temnou komoru. Jejich vysušováním se totiž výrazně snižovala citlivost.
Příprava, expozice, vyvolání, ustálení, mytí a nakonec sušení jednoho obrázku mohlo zabrat i hodinu. Mytí desky ve vodě horké 70 °C snížilo dobu schnutí o více než polovinu, při použití vody z rozpuštěného sněhu a zahřáté jenom rukama zpracování podstatně zpomalilo.
Důležitým aspektem tehdejší fotografie byla také absence jakékoliv možnosti zvětšení fotografie – výsledný formát printu byl shodný s velikostí desky (a tedy fotografického přístroje). Dnes již do jisté míry kuriózně může působit také další aspekt používání kolodia. Využívaná směs byla totiž nejen vysoce hořlavá, ale také explozivní.

## Využití
- Sally Mann (* 1951, USA) je známá svými velkými černobílými fotografiemi krajin a portrétů. V polovině 90. let začala fotografovat krajinu na mokré skleněné kolódiové negativní desky 8x10 a opět používala stejný 100 let starý 8x10 měchový velkoformátový přístroj. Tyto krajiny poprvé zveřejnila na výstavě Still Time a později v roce 1997 na výstavě v Edwynn Houk Gallery v NYC: Sally Mann – Mother Land: Recent Landscapes of Georgia and Virginia a v roce 1999 na výstavě Deep South: Landscapes of Louisiana and Mississippi. Mnoho z těchto velkých (100x130 cm) černobílých snímků bylo pořízeno metodou mokrého kolodiového tisku z 19. století. Skleněné desky potažené kolódiem a máčené v dusičnanu stříbrném byly vystaveny ještě mokré. Vznikly tak fotografie, které New York Times označil jako "vířivé, éterické obrázky s nadpřirozenou čistotou".[3]

- Ted Preuss

## Kontroverze s kolodiovým procesem
Vynález mokrého kolodivého procesu, nejběžnějšího procesu fotografování mezi lety 1855 a 1881, je obvykle přiznáván Fredericku Scottovi Archerovi, který publikoval metodu v roce 1851 a řekl, že ho vynalezl již v roce 1848. Dalším kandidátem byl Gustave Le Gray, který v roce 1850 publikoval jiný, méně praktický kolodiový proces. Ale až do konce svého života Robert Jefferson Bingham hrdě prohlašoval, že byl první, kdo o kolódiovém procesu psal, a to buď ve své knize z roku 1848, nebo ve vydání z ledna 1850, což z něho dělá vynálezce tohoto procesu. Zatímco je obecně uznáván jako jeden z prvních vynálezců, kteří nezávisle navrhli kolodium jako alternativu k papíru, vynález je obvykle připisován Archerovi, protože jako první publikoval prakticky použitelný popis procesu.